# Sick Puppies (entreprise)
Pour l’article homonyme, voir Sick Puppies pour le groupe de rock.
Sick Puppies est un studio de développement de jeux vidéo fondé à Oxford en 1999 par Gregg Barnett.
Le studio n'aura produit sous son nom que 2 jeux : Pipe Dreams 3D en 2000 et Ghost Master en 2003. Suite à des ventes jugées insuffisantes pour ce dernier, le studio ferma ses portes en avril 2004.

## Histoire
En 1999, Sick Puppies ouvre comme filiale d'Empire Interactive, sous la direction de Gregg Barnett alors sorti depuis peu de la direction de Perfect Entertainment. Dès le début, Barnett souhaite importer ses idées à propos de Ghost Master :
« Je voulais un jeu qui puisse servir à lancer un studio. Il devait avoir une accroche originale, un potentiel de production élevé et plaire à la fois aux joueurs occasionnels et aux joueurs chevronnés. »
Pour la production de son titre phare, l'équipe de Sick Puppies travaille en collaboration avec la société International Hobo pour l'épauler sur l'écriture et la conception des niveaux.
Après l'abandon du moteur RenderWare 2.0 et divers problèmes techniques, la sortie du jeu est repoussée d'un an et les ventes se font décevantes.
En 2004, l'éditeur Empire Interactive estime que le jeu souffre de ses performances commerciales et décide de fermer le studio.